# The Seven Cities of Cibola
A The Seven Cities of Cibola Carl Barks író és rajzoló 1954-ben megjelent képregénye Dagobert bácsi főszereplésével. Az eredetileg cím nélküli történetet a Dell Comics Uncle Scrooge című sorozatának 7. számában adták ki először, melyben Dagobert unokaöccseivel Cibola hét elveszett városának felkutatására indul.

## A történet megszületése, történelmi háttere és megjelenése
A The Seven Cities of Cibola történetének ötlete egy barátjánál, Al Koch-nál tett látogatása során született meg Carl Barksban. Koch a Riverside megyei szociális hivatal indiói irodájának vezetője volt, aki megmutatott Barksnak egy régi indián ösvényt Thousand Palms közelében. Az írót megragadta a látvány, és úgy döntött, hogy felhasználja azt Donald kacsa és Dagobert bácsi következő kalandjában. Miután tovább gondolata az ötletet, úgy érezte, hogy az ösvény önmagában legfeljebb egy rövidebb történethez szolgáltat elég anyagot. Barks egy étteremben néhány helybéli beszélgetésére lett figyelmes, akik az elveszett sivatagi hajó mendemondájáról beszélgettek. A történet időről időre visszatérő téma volt a helyi újságokban, Barks pedig úgy gondolta, hogy ez remekül kiegészítené készülő történetét. Némi kutatás után felfedezte, hogy a Colorado folyón egykor valóban eltűnt egy spanyol galleon, az 1800-as évek elején pedig volt egy földrengés, ami talán valóban partra vethetett hajókat. Barks ezeket az időben eltérő eseményeket vegyítette össze történetében. Az elveszett sivatagi hajó kapitányának Barks egy valós történelmi személyt, Francisco de Ulloát tette meg. Hálából az indián ösvény bemutatásáért, amiből a The Seven Cities of Cibola története megszületett, Barks belerajzolta barátját a képregény egyik jelenetébe, melyben az kipenderíti a Kasszafúrókat az általa vezetett szociális irodából.
Barks bevallása szerint jóval több kutatást végzett a történethez, mint egyébként szokott. A Cibola hét elveszett városának története valós történelmi háttérrel rendelkezik. A legnagyobb expedíció a mesés gazdagságú hely felkutatására a 16. században zajlott, miután egy ferences rendi pap, Marcos de Niza 1539-ben azt jelentette a Mexikóvárosban állomásozó spanyol gyarmati tiszteknek, hogy saját szemével látta a városokat. Mikor azonban 1541-ben a Francisco Vásquez de Coronado által vezetett expedíció elért a pap által megjelölt helyre, csupán egy szegényes zuni pueblót találtak. Coronadó és csapata még hónapokig kutatott tovább Cibola hét elveszett városa után, melynek során egészen a későbbi Kansasig nyomultak, de semmit sem találtak. A sikertelen expedíció sokaknak olyan anyagi megterhelést jelentett, melyet soha nem hevertek ki. Barks emellett inkább a legendát, mint a valós történelmi tényeket építette be történetébe.
A Western Publishing, a Dell Publishing partnercége 1954. január 28-án vette át a huszonnyolc oldalas The Seven Cities of Cibolát. A történet 1954 szeptemberében, az Uncle Scrooge 7. számában jelent meg először, cím nélkül. 1962-ben Malcolm Willits gyűjtő kérésére Barks a The Seven Cities of Gold címet rögtönözte a történet számára. Az évek során azonban Barks javaslatával szemben a The Seven Cities of Cibola bizonyult maradandóbbnak és honosodott meg. A The Seven Cities of Cibola történetét eredeti megjelenése után többször is kiadták, először 1967-ben, a Gold Key Comics The Best of Donald Duck and Uncle Scrooge című gyűjteménykötetének második számában.

## A cselekmény
|  | Alább a cselekmény részletei következnek! |

Dagobert, a multimilliárdos iparmágnás unja magát és egy új vállalkozás beindításának izgalmára vágyik. Rövidesen azonban rá kell döbbenni, hogy érdekeltségei annyira szerteágazóak, hogy már maga sem tudja fejben tartani őket. A feltaláló Szaki Dani legújabb találmányától kezdve egészen Kacsaháza mozgó mogyoróárus standjáig, már minden az ő birtokában van. Szerencséjére találkozik unokaöccseivel, Donalddal, Tikivel, Nikivel és Vikivel, akik éppen a sivatagba indulnak indián nyílhegyeket gyűjteni. Mikor Dagobert megtudja, hogy ezek darabjáért akár ötven centet is adnak, úgy dönt, hogy velük tart.
A sivatagban a kacsák számos nyíl és dárdahegyet találnak, de hamarosan hatalmas homokvihar támad. Teljesen elveszítik a tájékozódási képességüket, de szerencsére rátalálnak egy ösvényre, melyet követve védett helyre jutnak. A vihar elültével meglátják, hogy egy régi indián ösvényre tévedtek, melyet számos kőhalom szegélyes. Találnak egy régi agyagedényt is, mely tele van ékszerekkel. Később, mikor megmutatják azokat egy szakértőnek, az azt állítja, hogy a tárgyak minden bizonnyal Cibola hét elveszett városából származnak. Dagobert ennek hallatán azonnal lázba jön, hiszen a legenda szerint az elveszett városokban még az utcákat is arannyal kövezték ki. Dagobert és unokaöccsei megbeszélését azonban meghallják a Kasszafúrók is, akik a gyors meggazdagodás reményében úgy döntenek, hogy észrevétlenül követni fogják a kacsákat.
Dagobert, Donald, Tiki, Niki és Viki napokig követik az indián ösvényt, nyomukban a Kasszafúrók pedig próbálnak lépést tartani velük. Mikor véletlenül találkoznak, a hőségtől kitikkadt bűnözők megisszák Dagoberték utolsó kulacs vizét, és úgy döntenek, hogy inkább visszamennek a városba, a kacsák viszont tovább folytatják a kincsvadászatot. Dagoberték hamarosan rátalálnak egy megfeneklett hajóra. A kapitány naplójából kiderül, hogy a hajó Hernán Cortés spanyol konkvisztádor flottájához tartozott és szintén Cibola hét elveszett városát kereste. Az utolsó bejegyzés alapján, mely vándorló indiánokról ír, a kacsák tovább indulnak. Egy sziklakanyonban hamarosan rá is találnak az elhagyatott városokra, amikről kiderül, hogy a mesés gazdagságukról szóló legendák egyáltalán nem túloztak.
Időközben a Kasszafúrók új erőre kapnak. Ahelyett, hogy visszatérnének a városba, követik a kacsák nyomati és szintén eljutnak a rejtett városokhoz. Elfogják és bezárják Dagobertéket, majd hozzáfognak a kincsek kifosztásához. Egy smaragd bálvány oltára tövében azonban nem veszik észre a támasztékot, és mikor elmozdítják a szobrot, beindítanak egy csapdát. Egy hatalmas elszabadult kő szétzúzza a szilákat tartó oszlopokat, melyek így maguk alá temetik Cibola hét elveszett városát. Kisvártatva a kövek alól kimásznak a kacsák és a Kasszafúrók. Mindegyikük fején méretes dudor éktelenkedik, és arra sem emlékeznek, hogy hol vannak és hogy hogyan keveredhettek a kőomlásba.
|  | Itt a vége a cselekmény részletezésének! |

## Motívumok és a történet jelentősége
A The Seven Cities of Cibola volt Dagobert bácsi első kincsvadászata, aki ebben a történetben is, akárcsak számos korábbiban, a nyugati imperializmus megtestesítőjeként jelenik meg. Tom Andrae megítélése szerint a Kasszafúrók Dagobert pénzimádatának és fetisizmusának sötét oldalát képviselik, melyet Carl Barks számos párhuzammal érzékeltet. Az étteremben a kacsák egy koccintással pecsételik meg elhatározásukat, hogy felkutatják Cibola hét elveszett városát, csakúgy a mellettük ülő bűnözők, akik ugyanarra a kincsre áhítoznak. A sivatagi út során a jelenetek egymást váltják Dagoberték és a Kasszafúrók között. Miután az elveszett városban a bűnözők elfogják a kacsákat, megmártóznak egy medence aranykincsben, mely Dagobert egyik jelképévé vált pénzfürdőzését idézi. Dagobertet ugyan néhány panellel korábban unokaöccseinek még sikerül visszatartaniuk, hogy beindítsa az indiánok által hátrahagyott gyilkos csapdát, melyet egy hatalmas smaragd bálvány alá rejtettek, a Kasszafúrók azonban mindegy befejezik a multimilliárdos kacsa mozdulatát, mellyel megpecsételik a kincs és a városok sorsát.
A történetben bár Cibola lakói központi szerepet töltenek be, fizikailag még sincsenek jelen. Emléküket csak hátrahagyott városaik, sorsukat pedig és egy aranytábla őrzi, mely szerint egy járvány végzett velük. Barks ezzel némiképp tompította a történelmi múltat, melyben az amerikai őslakosok többségével nem járványok, hanem az európai konkvisztádorok végeztek. A Kasszafúrók csapata a spanyol hódítókra utalva az egyik jelenetben korabeli katonai egyenruhában tűnik fel, hogy ráijesszenek a kacsákra. A kapzsi kincsvadászok végül saját maguk okozzák vesztüket, mikor beindítják az indiánok által hátrahagyott csapdát. A történet végén a mesés városokat hatalmas sziklák temetik maguk alá. A fosztogatók ugyan túlélik az őslakosok utolsó bosszúját, de beverik a fejüket és minden emléküket elveszítik a kincsről, és hogy egyáltalán mit is keresnek a sivatag közepén. „A mesébe illő gazdagság utáni csillapíthatatlan vágy és a birodalmi hódítás csupán lázálom.” – foglalja össze Andrae a történet végső mondanivalóját.
A The Seven Cities of Cibola Carl Barks egyik legnépszerűbb története, mely számos formában és a képregényművészet határain túl is hatott más alkotókra. Sziklacsapdája évtizedekkel később, Steven Spielberg és George Lucas 1981-ben bemutatott Az elveszett frigyláda fosztogatói című filmjének első jelenetében tért vissza. Ebben a főhős, Indiana Jones egy hatalmas kőgolyó elől menekül, melyet egy hasonló csapdával indított be, mint Barks történetében a Kasszafúrók. A történet csúcspontján található, klasszikussá vált jelenet ellenére több kritikus véleménye szerint a The Seven Cities of Cibola kevésbé mozgalmas, mint Barks más Donlad kacsa- és Dagobert bácsi-kalandjai. A Kasszafúrók egészen a kincsvadászat végéig nem bocsátkoznak összetűzésbe a kacsákkal, addig csak rejtőzködve követik őket. A két csapat közötti két közvetlen találkozás, és az ebből adódó bonyodalom közül egyik sem tart tovább fél oldalnál. A kincsvadászat inkább kutatás, mint kalandozás. A legördülő szikla és az elveszett városok pusztulása után a kacsák és a Kasszafúrók elveszítik emlékeiket a történtekről, mellyel a cselekmény ismét mozdulatlanná válik. Geoffrey Blum véleménye szerint ennek a történetnek egy átdolgozott változataként született meg Barks 1959-ben megjelent The Prize of Pizarro című műve, mely hasonló elemekből épül fel, de Dagoberték ebben már közvetlen, tapintható kapcsolatba kerülnek a történelemmel.